# Банін
Банін (азерб. Banin; фр. Banine Banine), справжнє ім'я Умм ель-Бану Мірза кизи Асадуллаєва (азерб. Əsədullayeva Ümmülbanu Mirzə qızı; 1905–1992) — французька письменниця і мемуаристка азербайджанського походження.

## Біографія
Народилася в січні 1905 року в родині бакинського нафтопромисловця Мірзи Асадуллаєва, отримала хорошу домашню освіту, вивчала європейські мови. Її мати, Уммульбану, була дочкою іншого нафтового магната Муси Нагієва; померла при складних пологах. Після встановлення Радянської влади в Баку її сім'я вирушила в Туреччину, а з 1924 року влаштувалася в Парижі.
У Парижі їй довелося попрацювати продавчинею, моделлю та продовжити навчання. Потім вона починає займатися перекладами, журналістикою, редагує на радіо передачі французькою мовою.
Поступово Банін входить в літературні кола Парижа, стає відомою серед російських письменників-емігрантів, які становили особливий шар емігрантської еліти. Тут в числі її знайомих були філософи Бердяєв, Шестов, Лоський, поети і письменники В. Іванов, М. Цвєтаєва, К. Бальмонт, І. Северянин, Іван Бунін, Теффі, Ремізов, Мережковський і Зінаїда Гіппіус, Купрін, Зайцев, Адамович. У своїх спогадах Банін особливо виділяє Теффі і Івана Буніна, які входили в коло її близьких друзів.
Померла Банін у віці 87 років в Парижі. Своє тіло залишила у спадок Французькому інституту медицини. Залишила велику літературну спадщину, що включає романи, публіцистику, переклади, щоденники та листи, а також перевидання її книг і незакінчені рукописи, її творчість в цілому мало відома в Азербайджані. Лише в 1988 році в Баку азербайджанською мовою побачив світ її роман «Кавказькі дні» (в перекладі з французького Гамлета Годжаева). Стали з'являтися замітки і повідомлення про неї і її творчість. Однак велика спадщина, залишена письменницею, все ще чекає своїх видавців і дослідників.

## Творчість
Перший роман Банін «Намі» (1943), що оповідав про події в Азербайджані в передреволюційний період і про соціально-політичну катастрофу, що торкнулася всіх верств суспільства, не мав особливого успіху. Однак це не зупинило Банін, через два роки вона опублікувала роман «Кавказькі дні» (1945), який зробив її ім'я відомим французькій аудиторії.
У цьому романі, який мав автобіографічний характер, письменниця відтворює картини дитинства, милі серцю сцени дореволюційної пори, портрети своїх родичів, діда з боку матері Муси Нагієва — відомого мільйонера, іншого діда, Шамсі Асадуллаєа, теж мільйонера, свого батька Мірзи Асадуллаєва, що став в уряді Азербайджанської Демократичної Республіки міністром торгівлі, взаємини між рідними і близькими.
Її описи відтворюють біографію письменниці, історію відомих будинків бакинських нафтопромисловців, реалії та колорит епохи, атмосферу дитинства, звичаї і звички, народні свята та обряди. Роман відобразив відносини юної героїні з оточуючими її людьми, розумонастрої і погляди сучасників, їхнє ставлення до подій переломного часу.
З описів свого будинку, апшеронської дачі з її домочадцями увага авторки переключається на події, що вплинули на її долю і життя її родичів. Це — прихід Червоної Армії в Баку, встановлення Радянської влади: на цьому тлі і відтворюються подальші пригоди сім'ї. Банін, зокрема, розповідає, що за заповітом діда вона (їй тоді було 13 років) і три її старші сестри стали мільйонерками. Однак через кілька днів, з приходом більшовиків, вони в один момент втратили свої багатства, виявилися перед необхідністю залишити батьківщину.
Слідом за романом «Кавказькі дні» одна за одною виходять нові книги Банін: «Паризькі дні» (1947), «Зустріч з Ернстом Юнгер» (1951), «Я обрала опіум» (1959), «Після» (1961), "Іноземна Франція" (1968), «Поклик останньої надії» (1971), «Портрет Ернста Юнгера» (1971), «Ернст Юнгер в різноманітних особах» (1989), «Що мені розповіла Марія» (1991).
Умовно творчість Банін ділять на дві частини: твори, в яких відтворюється азербайджанська тема, мотиви, спогади і ретроспекція, і ті, що належать до французької, європейської тематики. Хоча в більшості відомих її книг присутній автобіографічний фактор; вона сама, як авторка, належить до двох світів: Сходу і азербайджанського коріння, східної ментальності і світу європейського — за освітою і способом життя. Це проявляється і в загальній творчій орієнтації на європейську аудиторію, якій вона намагається відкрити свій світ, все те, що пов'язує її зі східною традицією — властивість, що виявляється у тих азербайджанських письменників-емігрантів, які намагаються не тільки зрозуміти іншу традицію, але і бути зрозумілими на чужині.
З іншого боку, це і прийом, що дозволяє через себе, власне життя, досвід і світосприйняття звернути увагу на маловідомі події, факти, долі людей, неординарних, що представляють інтерес і для європейської аудиторії.
Це перш за все теми, пов'язані з її батьківщиною, де відбулися події, що вплинули на весь хід світового розвитку: звалився капіталістичний лад і виникла нова «радянська система». Як це сталося, чим було викликане, які наслідки мало? Це цікавило європейського читача, і письменниця намагалася задовольнити цю цікавість.
Але якщо її перший роман «Намі» лише відтворював «загальні риси» часу, що змінювався, то роман «Кавказькі дні» став більш конкретним у відтворенні подій, трагічних для неї і її сім'ї, всього стану багатіїв і нафтопромисловців, які відразу втратили владу, багатство, привілеї, комфорт, життєві блага і зручності. Це вже було вже особисте, її життя, доля, історії її близьких, словом, та література, яка вписувалася в потік творів, відтворювати крах старого світу. Але на відміну від романів і повістей радянських авторів («Шамо» С. Рагимова, «Світ валиться» М. Джалала і ін.) це був погляд іншими очима — не просто очевидиці, але жертви катастрофи.

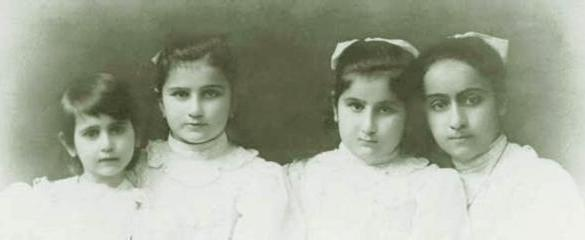
Банін с сестрами

У зв'язку з цим починає потужно проявлятися нова якість її творчої манери — автобіографічність, точніше, навіть документальність, фактографічність, що робить розповідь реалістичною і, що важливо, переконливою і правдивим свідченням учасниці подій. Це стає важливою властивістю всієї прози Банін. Якщо «кавказька» або «азербайджанська тема» задовольняла пізнавальний інтерес французької і, ширше, європейської аудиторії в передвоєнні роки (20 — 40-е), то в подальшому Банін визначила для себе ще один плодоносний творчий пласт — життя людини, що опинилася в еміграції.
Емігрантська тема дозволила свіжим поглядом охопити різні сторони способу життя, побуту, людських взаємин в «країні проживання» — і поглянути на себе, своє власне життя і долю як би з боку, неупереджено, осмислюючи причини і обставини, що призвели до еміграції. Дати можливість аудиторії, що представляє корінне населення країни, побачити і зрозуміти становище і стан людей, які опинилися в цих нових умовах, поряд з господарями життя, ніби людьми другого сорту... Мова йде про російську еміграцію, про емігрантів з СРСР, до яких зараховувала і себе Банін.
Вона писала в газеті «Фігаро» (від 2 грудня 1991 р.):
Русская эмиграция состояла из представителей всех классов общества: от белогвардейцев до звезд балета, от дворян до писателей, от священников до вольнодумцев. От философов до миллионеров.

Эти люди представляли не только все сословия, но и все национальности, все народы, жившие в пределах царской империи, от Балтики до Кавказа. Из них можно было бы воссоздать Российскую империю в миниатюре.
Сначала русские эмигранты составляли в Париже нечто вроде гетто, которое Тэффи — романистка, малоизвестная здесь, но популярная в России, описала с присущей ей живостью и язвительностью в повести «Городок».
Этот городок насчитывал 40 000 жителей, одну церковь и множество кабаков.
Городок пересекала речушка. Когда-то в древности её называли Секана, потом Сена, потом, когда городок разросся вокруг неё, её стали называть «нашей маленькой Невой». Обитатели жили компактно, или в предместье Пасси, или в районе «Рив гош». Население городка состояло из мужчин и женщин, подрастающего поколения, а также из генералов, которые жили в долг и писали мемуары с целью прославить имя автора и навлечь позор на головы соотечественников.

У Банін, коли вона повернулася в бік російської або, краще сказати, власної еміграції, не було бажання «прославитися» або «ганьбити» співвітчизників. Відносно до нової влади в своєму рідному Азербайджані вона не проявила ненависті або навіть неприязні у відкритій, інвективній формі, описуючи все, як є, і цієї об'єктивною манерою оповіді досягала більшої виразності і достовірності в описі класового противника. Втім, і в описі своєї рідні і близьких, яких торкнулася катастрофа, вона також виходила з зовні неупередженої оповідної манери.
Головним, чим трималася розповідь «паризьких» книг Банін, був психологізм, вміння пропустити історію через власне, суб'єктивне, але багато в чому справедливе сприйняття автора — тонко відчуваючої і емоційно чуйної жінки. Інтелектуалки і художника, здатної відтворити найтонші, здавалося б, майже невловимі психологічні риси і настрої героя.
У цьому сенсі в азербайджанській літературі XX століття, тим більше в «жіночій» її «ланці», важко знайти письменника, який так реалістично, з урахуванням соціально-психологічного стану і взаємин персонажів, зміг би створити «історію кохання», або, точніше, «нерозділеного почуття», як це зробила Банін в романі «Останній поєдинок Буніна». Зробила тонко і коректно по відношенню до немолодого письменника-емігранта, який розкрив їй свої почуття.
«Любові всі віки покірні», — сказав поет. І Банін-оповідачка це розуміє і прагне розкрити її психологічне підґрунтя, показати любов-гру, любов, яка піднімає і стимулює творчу натуру: її, Банін, і її «візаві» в романі — Івана Буніна, що вже досяг лаврів нобелівського лауреата. Вона підтримує цей «вогонь» потягу майстра до жінки «екзотичної» і норовливої, який бачить її в романі герой. Вона могла б відразу ж загасити цей «вогонь», відкинувши його почуття, повернути «тему» в інший бік. Але ж вона — жінка, якій не чужі кокетство, зміни в настроях, у ставленні до чоловіка, який виявляє до неї інтерес …
Це може становити інтерес і для неї: адже її партнер гідний всілякої уваги. І як особистість, і як письменник, живий класик, і як один з метрів російської еміграції, за яким спостерігають радянська влада, підсилаючи до нього своїх представників, щоб повернути на батьківщину, обіцяючи привілеї, гонорари, дачу, всілякі блага …
Але в ще більшому ступені він — її герой, герой її роману. Тієї любовної історії, яка, виникнувши між ними, не стала взаємною, а прийняла риси любові-страждання, любовної гри, в якій беруть участь обидва: він — немолодий чоловік, розпещений загальною увагою, і вона — письменниця, для якої ця історія дає благодатний матеріал, можливість показати відому в Росії і в світі особистість поблизу, на заході творчості, в емігрантських буднях — з близької дистанції.
Банін не ідеалізує Буніна в своєму романі, відтворює його образ з урахуванням вже сформованого про нього уявлення в емігрантському середовищі, додає подробиці і деталі, показує слабкість, поведінку в побуті, риси характеру, взаємини в сім'ї, з дружиною, з іншими жінками.
Особливий інтерес представляють сторінки, присвячені Костянтину Симонову і його дружині актрисі Валентині Сєровій, які намагалися, як пише Банін, спокусити Буніна обіцянками благополуччя і повернути його на батьківщину …
Ця розповідь, достовірна в деталях, створює уявлення про Буніна як людину, вірну своїм принципам і переконанням, представляючи його в правдивому світлі: патріотом, що не змінив переконань і не піддався обіцянкам, не дивлячись на фінансові труднощі і нелегке життя емігранта.
Роман «Останній поєдинок Буніна» — безперечний успіх Банін, що зуміла з особистої історії створити історію кохання, яка розгортається на наших очах з усіма її перипетіями; від першого знайомства до нових зустрічей, де є і сварки, і образи, і надія на взаємність, і гірке відчуття безперспективності відносин …
Бані створює образну систему з химерного з'єднання фактів, подій, з відкритим для подальшого руху сюжетом, який розвивається відповідно до психологічного і емоційнрнр стану персонажів. Вона не дає поблажки жодному з них, намагаючись бути правдивою і об'єктивною до кінця, довіряючи в оцінках і висновках читачеві.
Інша сторінка творчості Банін відкривається історією її взаємовідносин з відомим німецьким письменником, філософом і вченим-ентомологом Ернстом Юнгер, з яким вона познайомилася в 1943 році, коли той, офіцер німецької армії, служив в Парижі.
Юнгер — людина правих поглядів — автор таких книг, як "В сталевих грозах ", «На мармурових скелях», Він прочитав роман Банін «Нами». Потім почалося знайомство, яке тривало аж до смерті письменниці.
Банін стала посередником Ернста Юнгера в його літературних справах в Парижі, переводила його статті на французький, присвятила йому три книги — «Зустрічі з Ернстом Юнгер», «Портрет Ернста Юнгера», «Різноликості Ернст Юнгер».
Ні ці три книги Банін, ні твори самого Ернста Юнгера «Геліополіс» і «Паризький щоденник», в яких є чимало сторінок, присвячених Банін, невідомі нашому читачеві і сьогодні.
В останні роки пристаріла письменниця працювала над романом про Богоматер — «Те, що мені розповіла Марія», також невідомим нам. Свій архів — книги, листи, документи — вона передала німецькому письменнику Ролфа Штіммер.
Живучи в Парижі, Банін була відгороджена від своєї далекої батьківщини, жваво цікавилася процесами, що відбувалися в Азербайджані. У Франції вона здобула славу французької письменниці. Та й в радянській пресі того часу («Тиждень», 1987, № 18) її творчість також відносять до французької літератури. Питання, що заслуговує того, щоб стати об'єктом спеціального дослідження в азербайджанській літературознавчій науці.
Відповідь на це питання, ясна і недвозначна, дала сама письменниця, коли у важкі для азербайджанського народу дні виступила у французькій газеті «Монд» (20 січня 1990 р), де її статтю під заголовком «Нагорний Карабах» передувала редакційна ремарка: «Азербайджанську точку зору висловлює азербайджанська письменниця Ум-ель-Бану». У цій статті Банін дає інформацію про Карабах, вірмен, які прийшли на азербайджанські землі ще на початку XIX століття, переселених царським урядом в результаті війни з Іраном і Туреччиною. Вона говорить про давні домагання вірмен на азербайджанські землі, про зв'язки дашнаків з більшовиками і спільні їхні акції проти азербайджанського народу. «У той час як часто говорять про вірмен як» жертви «Османського імперіалізму, чомусь ніхто не говорить про ті звірства, які вірмени вчинили в Азербайджані в минулому», — пише Банін, висловлюючи тим самим і свою прихильність як патріотки, «своє обурення як людини чесної і об'єктивної».
Будучи відомою у Франції романісткою, Банін займалася і публіцистикою, а також перекладами: вона перекладала на французьку мову художню літературу з російської, англійської та німецької.

## Основні твори
- Намі (Nami), Gallimard, 1942.
- Дні Кавказу або Кавказьких днів (Jours caucasiens), Julliard, 1946.
- Паризькі дні (Jours parisiens), Julliard, 1947, Gris Banal, 2003.
- Зустрічі з Ернстом Юнгером (Rencontres avec Ernst Jünger), Julliard, 1951.
- Я вибрав опіум (J'ai choisi l'opium), Stock, 1959.
- Після (Après), Stock, 1962.
- Іноземна Франція (La France étrangère), С. О. Дескліе де Броувер, 1968.
- Виклик останнього шансу (L'appel de la dernière chance), С. О.С., 1971.
- Портрет Ернста Юнгера: листи, тексти, зустрічі (Портрет d'Ernst Jünger: lettres, textes, rencontres), La Table Ronde, 1971.
- Ернст Юнгер багаторазові обличчя (Ернст Юнгер aux face multipls), Лозанна, Едис L'Ege d'Homme, 1989.
- Те, що мені повідомив Брак, — це слово Марії слуги (Ce que Marie m'a raconté: le dit de la Servante Marie), Cahier Bleus, 1991.